# Valhalla Ranges
Valhalla Ranges är en bergskedja i provinsen British Columbia i Kanada. Den är en del av Selkirk Mountains.